# Selminosoma chapmani
Selminosoma chapmani är en mångfotingart som beskrevs av Hoffman 1978. Selminosoma chapmani ingår i släktet Selminosoma och familjen orangeridubbelfotingar. Inga underarter finns listade i Catalogue of Life.